# Cartea de identitate a vehiculului
Cartea de identitate a vehiculului (abreviat CIV) este documentul eliberat cetățeanului român care este proprietarul unuia sau mai multor vehicule. Este impus și reglementat prin Ordonanța Guvernului nr. 78/2000 privind omologarea vehiculelor rutiere și eliberarea CI a acestora pentru admiterea în circulație pe drumurile publice din România, cu modificările și completările ulterioare.
Începând din 2016, CIV are un nou format. Decizia a fost luată de autoritățile române și implementată legal prin Ordinul nr. 26/2016 al Ministrului Transporturilor, Ministrului Administrației și Internelor și al Ministrului Finanțelor Publice.
Potrivit acestui act normativ, modificarea formatului CIV era necesară pentru a oferi informații suplimentare și pentru a simplifica preluarea datelor de către autoritatea de înregistrare din document.
Cartea de identitate este un document eliberat de Registrul Auto Român (RAR) care atestă că un vehicul a fost omologat și îndeplinește toate condițiile tehnice legate de siguranța circulației pe drumurile publice din România.
Documentul atestă, de asemenea, dreptul de proprietate asupra vehiculului pentru persoana care este menționată drept proprietar. Acesta este transferat de fiecare dată când vehiculul este vândut noului proprietar.
În cazul în care, la identificare, apar neconcordanțe între autoturism și documentele acestuia, acestea vor fi rezolvate exclusiv de reprezentanții RAR.
Actul este necesar atat pentru înmatricularea autoturismului în circulație cât și pentru radierea acestuia. Fără acest document nu este posibilă înmatricularea sau scoaterea mașinii din taxa auto.
Documentul este prezentat sub forma unui formular de patru pagini cu dimensiunile unei foi pliate A4 (297x210 mm) și A5 (210x148 mm). Conține date despre proprietar, informații necesare identificării mașinii, precum și date tehnice despre aceasta.
Cartea de identitate este realizată dintr-o hârtie specială și este prevăzută cu o folie de securitate care se aplică pe câmpurile legate de identitatea autovehiculului pentru a descuraja falsul.